# Carex hassiana
Carex hassiana là một loài thực vật có hoa trong họ Cói. Loài này được Loes. mô tả khoa học đầu tiên năm 1919.